# Библиотека Екатерины II
Библиоте́ка Екатерины II — знаменитая коллекция книг, эстампов и манускриптов, собранная императрицей Екатериной II за время её царствования. Библиотека рассматривается исследователями как одна из наиболее значительных для своего времени по размеру и составу. Помимо императрицы библиотекой пользовались придворные архитекторы и художники.

## Состав библиотеки
В библиотеке числилось около 40 000 наименований книг, эстампов и манускриптов, систематизированных тематически (точное количество книг до сих пор не установлено). Помимо подносных экземпляров и изданий, специально купленных через книгопродавцов, в её состав входили приобретённые Екатериной библиотеки Вольтера, Дидро и братьев Берардо и Фердинандо Галиани. В 1790-х годах в Эрмитаже были размещены библиотеки императора Петра III (ранее хранившаяся в Картинном доме Ораниенбаума) и историка князя М.М. Щербатова. В 1770-х — начале 1790-х годах усилиями придворного библиотекаря А. И. Лужкова был составлен каталог.

## Местонахождение библиотеки
Исторически книги находились в Зимнем дворце (Эрмитаже) и в Царском селе. Сегодня основной корпус книг из библиотеки Екатерины II находится в составе РНБ и Научной библиотеки Государственного Эрмитажа. Отдельные экземпляры встречаются в библиотеках России и зарубежья.